# Windpark Himmelwald-Hungerberg
Der Windpark Himmelwald-Hungerberg ist ein Windpark im deutschen Bundesland Saarland. Er umfasst derzeit 10 Windkraftanlagen der Hersteller Enercon, Nordex SE und GE Wind Energy in dem „Himmelwald“ und auf dem „Hungerberg“ auf den Ortsgemarkungen der Gemeinde Ottweiler und des Ortsteils Niederlinxweiler von Sankt Wendel.

## Geschichte
Die ersten 3 Windkraftanlagen auf dem Hungerberg bei Ottweiler wurden 2010 von der Fa. Juwi gebaut. Es handelt sich dabei um 3 des Typs Enercon E-82. 2015 baute die Fa. ABO Wind 5 weitere größere Windkraftanlagen in den Himmelwald. Wenig später errichtete die EnBW Energie Baden-Württemberg 2 Nordex N-117 Gamma Windkraftanlagen neben dem Hungerberg am St. Wendeler Ortsteil Niederlinxweiler.

## Aufbau
| Anlagentyp         | Anzahl | Baujahr | Gesamthöhe | Rotor- durchmesser | Nabenhöhe | Leistung je Anlage | Status     | Projektierer/Betreiber/Eigentümer |
| ------------------ | ------ | ------- | ---------- | ------------------ | --------- | ------------------ | ---------- | --------------------------------- |
| Enercon E-82       | 3      | 2010    | 149 m      | 82 m               | 108 m     | 2000 kW            | In Betrieb | Juwi, Pfalzwind                   |
| GE-2.75-120        | 5      | 2015    | 199 m      | 120 m              | 139 m     | 2750 kW            | In Betrieb | ABO Wind                          |
| Nordex N-117 Gamma | 2      | 2015    | 200        | 117 m              | 141       | 2400 kW            | In Betrieb | EnBW Energie Baden-Württemberg    |
| Vestas V162-5.6MW  | 3      | 2025    | 247 m      | 162 m              | 166 m     | 5600 kW            | Im Bau     | OSTWIND                           |